# 참꽃나무겨우살이

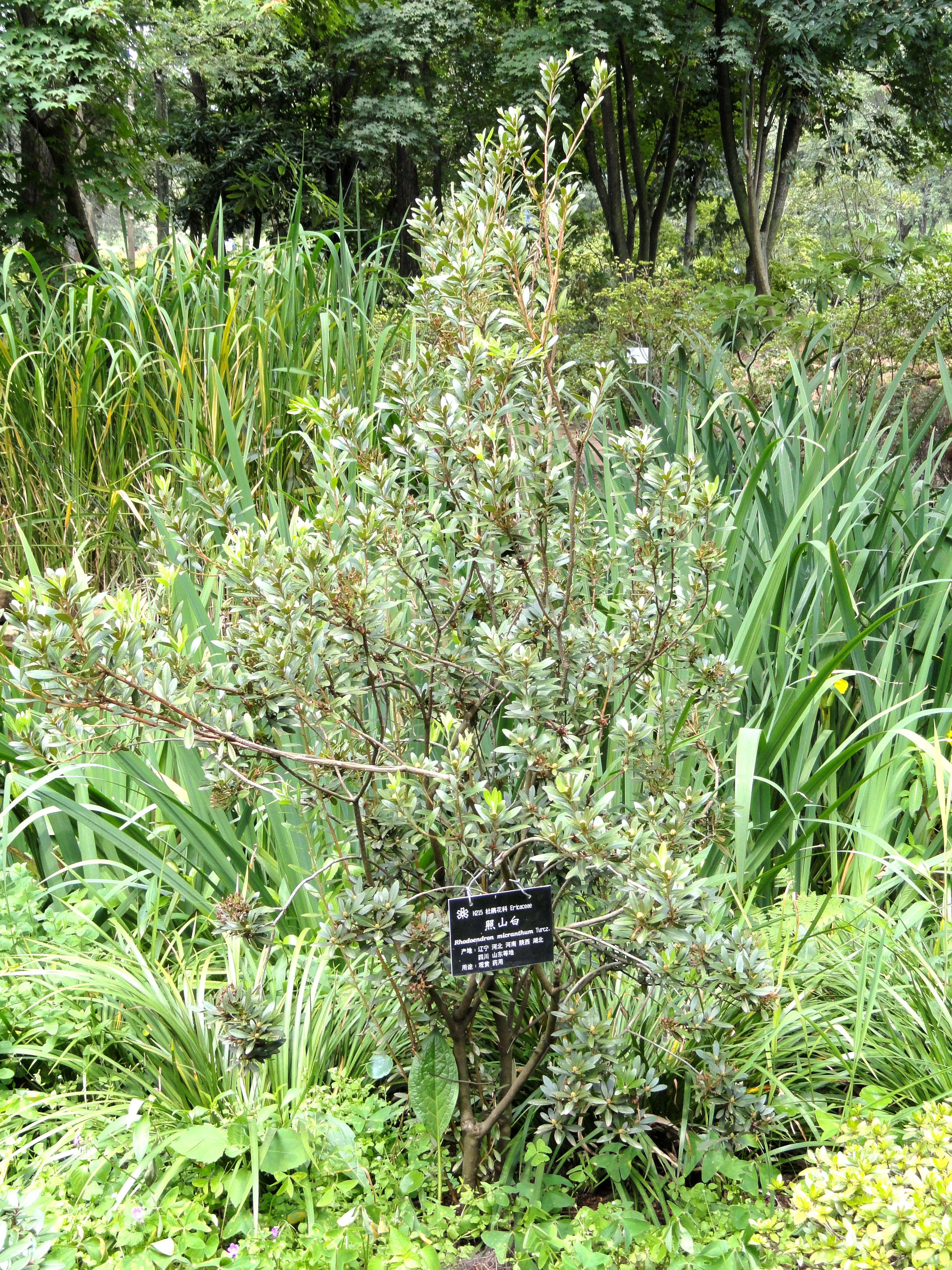

참꽃나무겨우살이는 경상북도, 충청북도, 강원특별자치도, 평안북도의 양지바른 산지에 나는 상록관목으로 높이 1~2m이다. 향기가 좋다. 잎은 어긋나며, 길이 2~3.5cm, 타원형, 난형, 가장자리는 밋밋하고, 잎의 표면은 녹색, 흰 점이 있다. 뒷면은 처음에는 희고 나중에는 갈색 비늘 조각에 싸인다. 꽃은 총상꽃차례로 흰색이고 화관은 깔때기 모양이며 지름 1cm 가량이다. 수술은 10개, 암술대보다 길며, 암술대는 화관통 길이와 거의 같고, 잔털이 있으며, 씨방에는 선점이 있다. 열매는 삭과, 긴 타원형으로 개화기는 5~7월이다.